# Écologie profonde
 (décembre 2013).
Si vous disposez d'ouvrages ou d'articles de référence ou si vous connaissez des sites web de qualité traitant du thème abordé ici, merci de compléter l'article en donnant les références utiles à sa vérifiabilité et en les liant à la section « Notes et références ».
L’écologie profonde (deep ecology en anglais) ou radicale, est une philosophie écologiste contemporaine qui se caractérise par la défense de la valeur intrinsèque des êtres vivants et de la nature, c’est-à-dire une valeur indépendante de leur utilité pour les êtres humains.
Elle attribue plus de valeur aux espèces et aux différents écosystèmes que ne le font les mouvements écologiques classiques, ce qui entraîne le développement d’une éthique environnementale. Tandis que l’écologisme classique, bien que développant de nouvelles alternatives, pose toujours la satisfaction des besoins humains comme finalité (anthropocentrisme) et attribue au reste du vivant le statut de « ressource », l’écologie profonde réinscrit les finalités humaines dans une perspective plus large, celle du vivant (biocentrisme) afin de prendre en compte les besoins de l’ensemble de la biosphère, notamment des espèces avec lesquelles la lignée humaine coévolue depuis des milliers d’années.

## Historique
Le philosophe norvégien Arne Næss invente l’expression dans un article fondateur publié pour la première fois en 1973 : « Le mouvement écologique superficiel et le mouvement profond » (« The Shallow and the Deep Long Range Ecology Movement  »). Il dit être inspiré par les études d'écologues des écosystèmes du monde. Il affirme clairement que la motivation authentique pour " libérer la nature " est intuitive et spirituelle .
Næss rejette l’idée que les êtres vivants puissent être classés en fonction de leurs valeurs respectives. Par exemple, le fait de savoir si un animal a une âme, s’il utilise la raison ou s’il a une conscience est souvent utilisé pour justifier la position dominante des humains sur les autres espèces vivantes. Næss affirme : 

« Le droit de toute forme de vie à vivre est un droit universel qui ne peut pas être quantifié. Aucune espèce vivante n'a plus de ce droit particulier de vivre et de s'étendre qu'une autre espèce. »

Cette idée métaphysique est soulignée par la phrase du philosophe Warwick Fox (en) disant que les humains et tous les autres êtres vivants sont des « aspects d'une même réalité émergente ».
Dans un essai paru en 2014 , l'environnementaliste George Sessions désigne trois acteurs actifs dans les années 1960 comme fondateurs du mouvement : l'auteur et conservationniste Rachel Carson, l'environnementaliste David Brower, et le biologiste Paul R. Ehrlich. La publication en 1962 par Carson de son livre « Printemps silencieux » (titre original : « Silent Spring ») est considéré comme l'événement initiateur du mouvement de l'écologie profonde contemporaine  .

## Principes fondamentaux
Les partisans de l’écologie profonde estiment que le monde n’est pas une ressource exploitable à volonté par l’Homme. L’éthique de l’écologie profonde explique qu’un système global (la nature) est supérieur à chacune de ses parties (l’Homme étant une partie de la nature).
L'écologie profonde théorise l'imbrication de l'écologie et de l'éthique environnementale, et de penser la relation entre les humains et la nature . C'est par ailleurs un mouvement social inspiré par une vision hollistique du monde . Les ecologistes s'identifiant à ce courant soutiennent que la survie de toute partie est dépendente du bien-être de la totalité. Ils critiquent le récit de la suprémacie humaine, qu'ils estiment être une caractéristique absente de la plupart des cultures au cours de l'évolution humaine .
L'écologie profonde propose une approche écocentrique plutôt que l'approche anthropocentrique dominante, théorisée dans sa forme récente par les philosophes des Lumières comme Newton, Bacon ou Descartes. Les partisants de l'écologie profonde s'oppose au récit que l'humain est distinct de la nature, qu'il est le responsable de la nature ou qu'il en est le gardien.
En 1985, Bill Devall et George Sessions résument en huit postulats cette éthique  :
1. Le bien-être et l’épanouissement des formes de vie humaines et non humaines de la Terre ont une valeur en elles-mêmes (synonyme : valeur intrinsèque, valeur inhérente). Cette valeur est indépendante de l’utilité du monde non humain pour les besoins humains.
2. La richesse et la diversité des formes de vie contribuent à la réalisation de cette valeur et sont également des valeurs elles-mêmes.
3. L’Homme n’a pas le droit de réduire la richesse et la biodiversité, sauf pour satisfaire des besoins humains vitaux.
4. L’épanouissement de la vie et des cultures humaines est compatible avec une décroissance substantielle de la population humaine. Le développement des formes de vie non humaines requiert une telle diminution.
5. L’interférence humaine actuelle avec le monde non humain est excessive et nuisible, et la situation empire rapidement.
6. Des politiques doivent donc être changées. Ces politiques affectent les structures économiques, technologiques, et idéologiques fondamentales. Il en résultera une société profondément différente de la nôtre.
7. Les changements idéologiques passent par l’appréciation d’une bonne qualité de vie plutôt que l’adhésion à des standards de vie toujours plus élevés. Il faut prendre conscience de la différence entre « bonne qualité » et « course à un niveau de vie extrêmement élevé » (qui serait néfaste à la nature).
8. Ceux qui souscrivent aux points précédents s’engagent à essayer de mettre en application directement ou indirectement les changements nécessaires.

## Déclinaisons du soi
L’objectif général, le but ultime de l’écologie profonde c’est la réalisation de Soi. C’est une norme supérieure.
En fait, Arne Næss énonce deux déclinaisons du soi. Il y a d’abord :
- le soi personnel, classique,
- et ensuite le Soi du monde, avec un S majuscule, qui signifie l’ensemble des êtres vivants, en incluant les êtres humains.

La réalisation du grand Soi c’est la réalisation de l’ensemble du vivant, 
- par analogie à la réalisation de soi en tant que personne humaine
- et en exprimant la continuité entre la personne et l’ensemble du vivant.

Le concept a pour but de refléter une intériorisation des implications de l’écologie. Il suppose que lorsque nous nous identifions à toutes les formes de vie, l’aliénation s’estompe. « Je protège la forêt tropicale » se transforme en « je suis un élément de la forêt tropicale se protégeant lui-même. Je suis cet élément de la forêt tropicale chez lequel la pensée est récemment apparue. »
Le dispositif sémantique est posé dans trois directions différentes : la réalisation de l’ego ; la réalisation de soi ; la réalisation de Soi.
1. La réalisation de l’ego : Dans la façon de parler courante dans les pays industrialisés le terme « réalisation de soi » est généralement utilisé pour désigner ce qu’on appelle la « réalisation de l’ego ». Cette manière de s’exprimer sous-tend une certaine compétition ambiante.
2. La réalisation de soi : Une autre hypothèse consiste à supposer une compatibilité croissante des individus au fur et à mesure de leur maturation. Spinoza développe cela dans son Éthique. L’ego étroit du petit enfant va se déployer progressivement vers le groupe, puis pour ensuite avoir une compréhension capable d’embrasser la totalité des êtres humains.
3. La réalisation de Soi : L’écologie profonde va plus loin en posant que la réalisation de Soi est un déploiement de l’identification de l’individu à la totalité des formes de vie.

## Critiques
Pour les contradicteurs de l’écologie profonde, la théorie de la « réalisation de Soi » conduirait à abolir l’individu au profit d’un holisme manipulable par de nouveaux gourous.

### Dérive de sens
En faisant primer l’ontologie sur l’éthique, Arne Naess aurait fait le lit d’une politique autoritaire. L’écologie profonde est donc fréquemment accusée d’être un intégrisme vert, un « écofascisme ». Pourtant Naess est non-violent, se réclame de Gandhi, formule de nombreuses précautions et prend soin d’anticiper sur les possibles erreurs d’interprétation de son œuvre.

 
Mais Naess se méfie des sentiments en politique et critique la conception « sentimentaliste » de la nature : 

« Nous avons le droit de « louer la nature » au moyen de superlatifs absolus dans nos poèmes ou dans d'autres formes de rhétorique, mais pas dans notre philosophie ou en politique. »

Il récuse « le culte de la vie » car celui-ci a permis de justifier le darwinisme social, le fascisme et le national-socialisme, de glorifier l’exploitation et la compétition acharnée.
L'auteur, éditeur et consultant, Baptiste Lanaspeze estime en 2009 que les philosophes de l'écologie profonde (Naess, Callicott) sont incompris parce qu’ils ne sont pour ainsi dire pas traduits en français,.
Dans Nature et Politique, le philosophe Fabrice Flipo analyse la position de Luc Ferry au sujet de l'écologie..Fabrice Flipo a confronté le livre Le Nouvel Ordre écologique de Luc Ferry, paru en 1992, avec Écologie, communauté et style de vie, premier ouvrage traduit en français d’Arne Naess, paru en 2008. Il pose la question suivante : « La deep ecology de Naess est-elle cet intégrisme menaçant à propos duquel Ferry nous mettait en garde, voici près de 20 ans ? »  Il montre que Luc Ferry s'est exprimé sur l'écologie profonde par a priori et préjugé, sans en connaître la teneur. Sa conclusion est que les risques d’intégrisme écologique pointés par Ferry sont réels mais qu’ils ne sont pas portés ni par Naess, ni par la deep ecology.

### Point de vue critique du christianisme
Dans son message pour la journée mondiale de la paix, le 1er janvier 2008, le pape Benoît XVI, tout en réaffirmant l’attachement des chrétiens à la théologie de la Création, et donc à la préservation de la nature, a mis en garde contre les « dérives » de l’écologie profonde, estimant qu’elle plaçait la nature au-dessus de l’homme. Ce point de vue est contesté par l’écologie profonde, qui revendique de replacer la nature non pas au-dessus de l’humain mais au cœur de la culture majoritaire et au centre des valeurs humaines.
Le théologien catholique allemand Eugen Drewermann, citant le livre de la Genèse — « Croissez, multipliez-vous, emplissez la Terre et soumettez-la ! » (Gn 1,28) — condamne le rôle selon lui néfaste de l'Ancien Testament à l'égard de la Nature[réf. souhaitée]. Il a été suspendu de la prêtrise, puis a quitté l'Église catholique.

### Dépasser l'écologie profonde
Dans son livre, Une écologie décoloniale, l'ingénieur martiniquais en environnement Malcom Ferdinand salue l'apport de Næss à l'écologie, notamment dans sa prise en compte des rapports entre humains et non-humains. Mais il propose d'aller plus loin « par un engagement symétrique aux rapports économiques, sociaux et politiques (post)coloniaux du monde. ».

### Critique écoféministe
L'écologie profonde fait l'objet d'une critique écoféministe, notamment de la part de la philosophe Val Plumwood.
La séparation entre l’humain et la nature n’étant généralement pas remise en question par la philosophie morale, la critique écoféministe reconnaît la contribution de l’écologie profonde, « dont l’une des originalités est précisément de critiquer la façon dont les problèmes sont posés en matière éthique». Or, selon Plumwood, la distinction que dénonce l’écologie profonde entre l’être humain et la nature est interconnectée à une multitude d’autres rapports de dualités (homme/femme, corps/esprit...), qui découlent du modèle de pensée rationaliste occidental et masculin. L'humain serait alors défini dans son rapport oppositionnel à la nature et au féminin. Selon cette approche écoféministe sociale, les femmes et la nature seraient toutes deux exploitées par les institutions patriarcales et par le capitalisme. L’autrice reproche ainsi à l’écologie profonde d’avoir « manqué d’engager un débat sérieux avec la tradition rationaliste qui a légué en héritage un modèle de pensée fondamentalement dualiste, et [de s’être] montré incapable de déconstruire les multiples formes que peut revêtir la logique de domination qui imprègne la pensée occidentale.»
D’autre part, la critique écoféministe note également que la dissolution de cette séparation d’avec la nature aux fins d’obtenir un tout indistinct n’est pas une solution efficace, puisque l’individualité de chaque être devient alors elle aussi dissoute. Plumwood suggère plutôt que la formation d’une identité sociale et personnelle est essentielle pour générer un sentiment de responsabilité par rapport à la protection de la nature.

## Influences
Le philosophe français Afeissa note que Arne Næss dans son œuvre ne cite pratiquement pas d’autres auteurs de mouvances proches. Cependant le philosophe américain John Baird Callicott prend appui sur Arne Naess aux moments charnières de ses raisonnements. C’est le cas dans Genèse : la Bible et l’écologie et dans l’Ethique de la Terre. Naess en tant que précurseur et fondateur est donc plus en position d’être cité que de citer.
Concrètement, l’écologie profonde souhaite une décroissance des impacts négatifs des activités humaines dans la biosphère. Certains éléments plus radicaux prônent le redéploiement de la vie sauvage, une diminution substantielle de la population humaine et une « révolution culturelle biotiste ». De façon plus générale, les individus qui comprennent l’écologie profonde appliquent les savoirs correspondants à l’écologie de l’espèce.

### En littérature
- Littérature classique : Jean Giono, Alfred de Vigny, Charles-Ferdinand Ramuz, L'Arbre-monde (2018, Richard Powers)
- Science-fiction : René Barjavel (Ravage), Karen Traviss (Les Guerres Wess’har), Kim Stanley Robinson (La Trilogie de Mars)

## L’écologie profonde aujourd’hui
L'Américaine Joanna Macy est aujourd'hui l'une des représentantes actives les plus renommées dans le mouvement de l'écologie profonde,,. Ses travaux et le mouvement qu'elle a créé se relient à d'autres initiatives civiles de transformation écologique comme la méthode de gestion de projet « Dragon Dreaming ».
En France, comme ailleurs dans le monde, l'écologie profonde en tant que mouvement social est présente dans les associations d'activisme naturaliste[réf. nécessaire] comme la Ligue pour la protection des oiseaux (LPO) ou les Robin des Toits.